# Wymysłowo (Sompolinek)
Wymysłowo – część wsi Sompolinek w Polsce, położona w województwie wielkopolskim, w powiecie konińskim, w gminie Sompolno.
W latach 1975–1998 Wymysłowo należało administracyjnie do województwa konińskiego.
Osadnictwo na obszarze współczesnego Wymysłowa istniało w okresach: kultury pucharów lejkowatych, kultury łużyckiej i kultury przeworskiej.